# Symptom
Et symptom er en kropslig eller psykisk oplevelse, der tolkes som tegn på sygdom. Er fornemmelsen målbar, er der tillige tale om en objektiv iagttagelse. Men symptomer kan være en rent legemlig fornemmelse eller et signal fra kroppen, der af patienten tolkes som tegn på en sygelig eller abnorm tilstand.
I forbindelse med diagnosticering af sygdomme anvendes symptomerne som indikatorer for, hvilken sygdom det drejer sig om. Ofte kræver det flere undersøgelser at se, om symptomerne faktisk er tegn på sygdom.
I overført betydning bruges symptom om synlige/målbare effekter på andre områder: "høj arbejdsløshed er et symptom på en syg økonomi".
| symptomer | Spire Denne artikel om symptomer er en spire som bør udbygges. Du er velkommen til at hjælpe Wikipedia ved at udvide den. |